# ويليام نيلسون (منافس ألعاب قوى)
ويليام نيلسون (بالإنجليزية: William Nelson)‏ هو منافس ألعاب قوى أمريكي، ولد في 11 سبتمبر 1984 في بيكرسفيلد في الولايات المتحدة.

## وصلات خارجية
- ويليام نيلسون على موقع الاتحاد الدولي لألعاب القوى (الإنجليزية)
- ويليام نيلسون على موقع اللجنة الأولمبية الدولية (الإنجليزية)
- ويليام نيلسون على موقع أوليمبيديا (الإنجليزية)
- ويليام نيلسون على موقع اللجنة الأولمبية والبارالمبية الأمريكية (الإنجليزية)